# Темпти-Агун I
Темпти-агун — верховный правитель (суккаль-мах) Элама, правивший около 1698—1685 годов до н. э., из династии Эпартидов.

## Правление
Сын Кутир-Наххунте I и Велкиши. Во время правления своего отца и дяди Лила-ирташа занимал пост наместника Суз. Согласно надписи более позднего царя Шилхак-Иншушинака Темпти-агун сопровождал своего отца в его победоносном походе в Вавилонию. Около 1698 года до н. э. Темпти-агун стал верховным правителем Элама. Его младший брат Темти-хишаханеш, видимо, к этому времени уже умер, и, не имея, очевидно, собственного сына, он назначил управителем Суз сына своей сестры, Кук-нашура, тогда как вице-регентом (сукалем Элама и Симашки) стал кузен Темпти-агуна — Тан-Ули.
Темпти-агун заложил цитадель и храм для бога Иншушинака. Сведения об этом опять передаёт преисполненный благочестия Шилхак-Иншушинак. Строение Темпти-агуна, сообщает этот царь, обветшало в его время (то есть в XII веке до н. э.), «он бросил взгляд на кирпичи, дал обет и использовал их для восстановления [храма]». Далее Шилхак-Иншушинак добавляет: «Имя и титул Темпти-агуна, которые он там начертал, я не уничтожил, но, наоборот, начертал их вновь после восстановления и начертал также и свои собственные».
Около 1685 года до н. э., возможно даже чуть раньше, Темпти-агуну наследовал его двоюродный брат Тан-Ули.
| Династия Эпартидов (Суккаль-махи) |                                            |                   |
| Предшественник: Лила-ирташ        | суккаль-мах Элама ок. 1698 — 1685 до н. э. | Преемник: Тан-Ули |